# Полиция на Румъния
Румънската полиция (на румънски: Poliţia Română) е национална полиция и основна гражданска агенция на правоприлагащите органи в Румъния, тя е подчинена на Министерството на вътрешните работи.

## Задължения
Румънската полиция отговаря за:
- защитата на основните права и свободи на гражданите и на частни и обществени собственост
- на предотвратяването и откриването на криминални престъпления и техните извършители
- поддържане на обществения ред и безопасност

## Организация
Главният инспекторат на румънската полиция е централното звено на полицията в Румъния, която управлява, ръководи, подпомага и контролира дейността на румънски полицейски подразделения. Изследва и анализира много тежки престъпления, свързани с организираната престъпност, икономически, финансови и банкови престъпност, или други престъпления. Което прави обект на наказателни дела, разследвани от Прокуратурата на Върховния съд на Европейските общности, и който има някакви други идентификации възложени със закон.
Организационната структура на Генералния инспекторат на румънската полиция включва главни дирекции, дирекции, служби и офиси, установени със заповед на министъра на администрацията и вътрешните работи.
Главният инспекторат е под командването на главен инспектор, който се назначава от министъра на администрацията и вътрешните работи.
В Румъния има 41 окръжни полицейски дирекции, а Главната дирекция на полицията е разположена в Букурещ.